# پارک تسوکایاما
پارک تسوکایاما (به ژاپنی: 塚山公園) یکی از پارک‌های  استان کاناگاوا شهر یوکوسوکا، کاناگاوا بخش همی (یوکوسوکا) است.

## نگارخانه

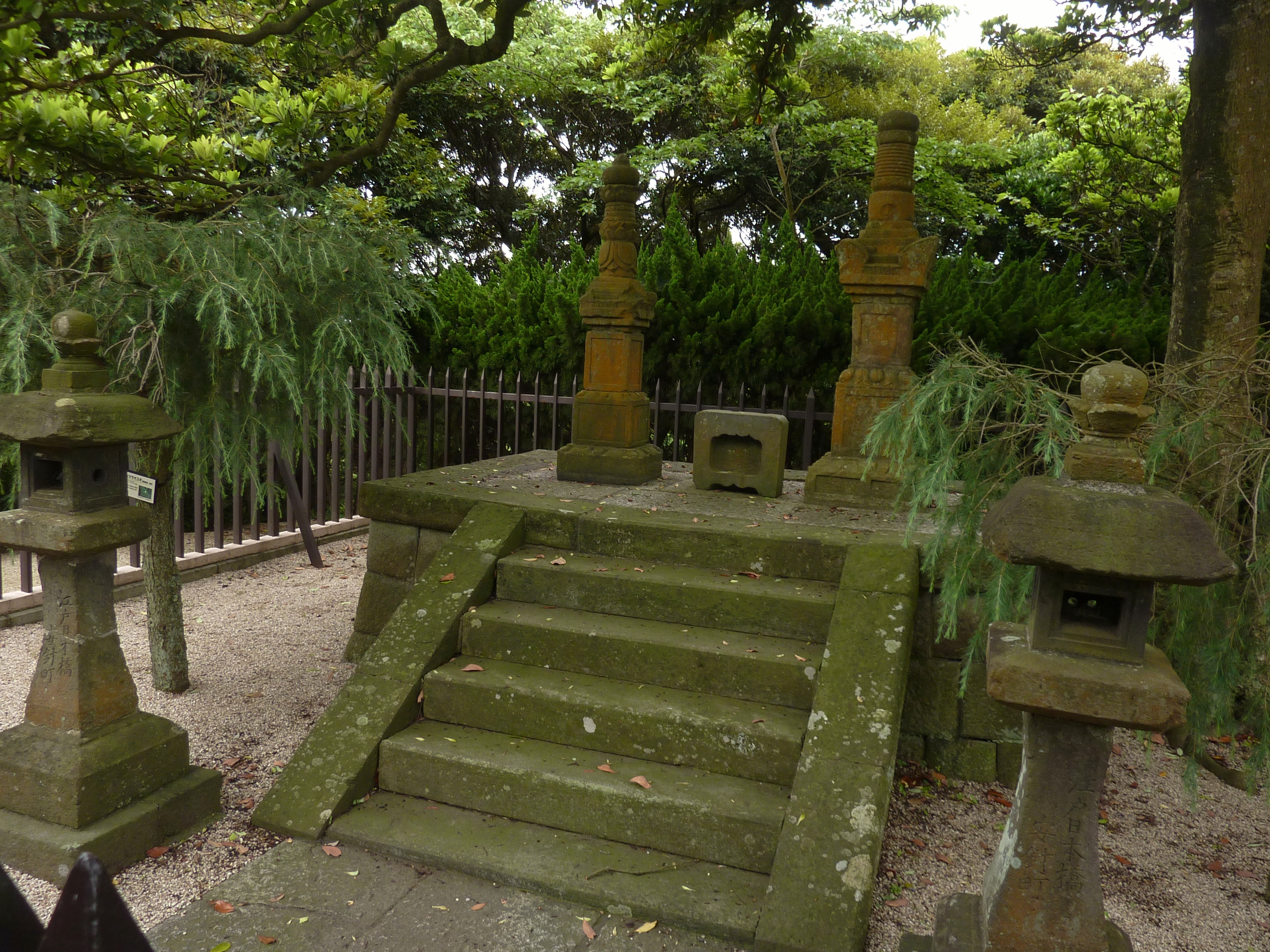
خانه ویلیام آدامز
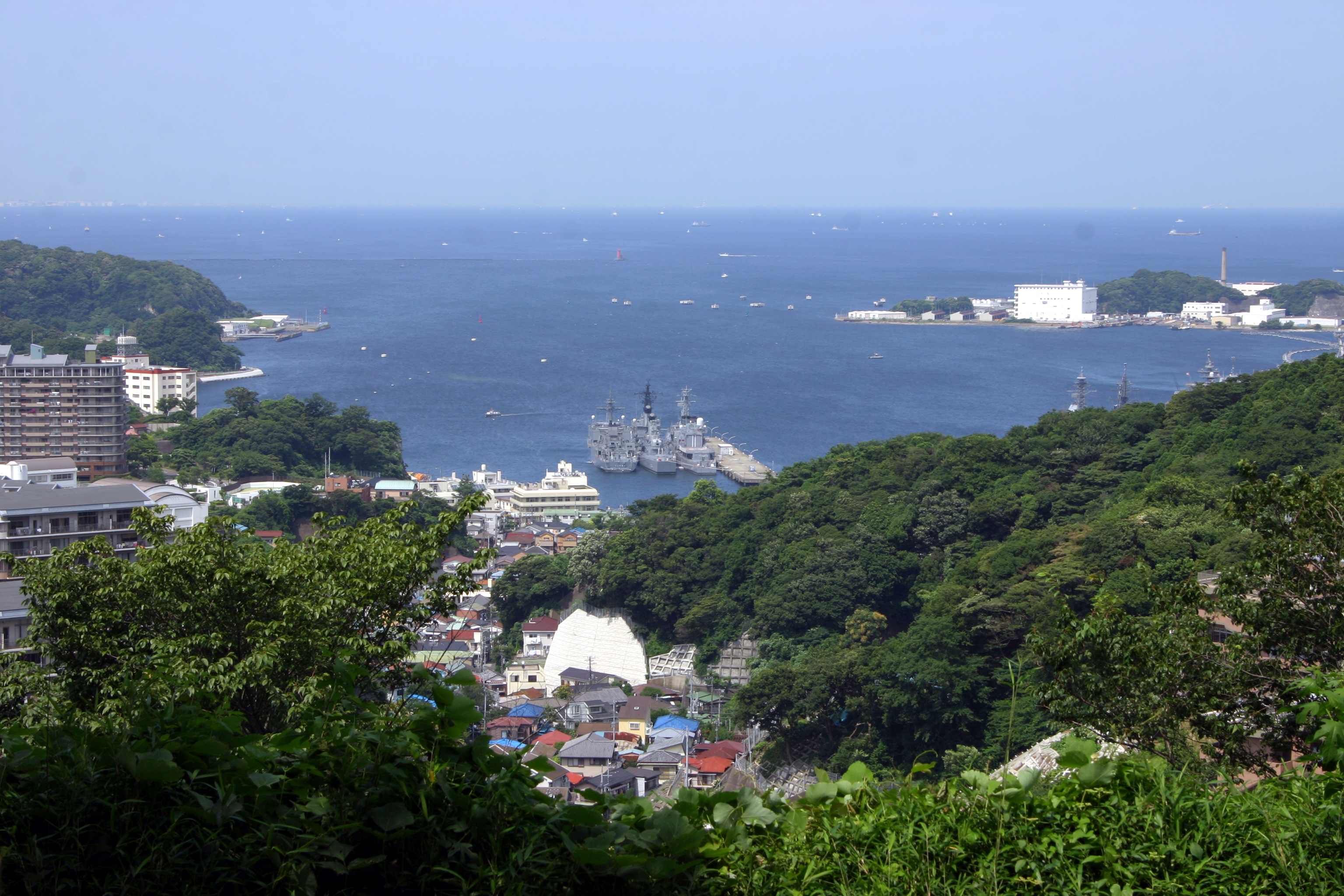
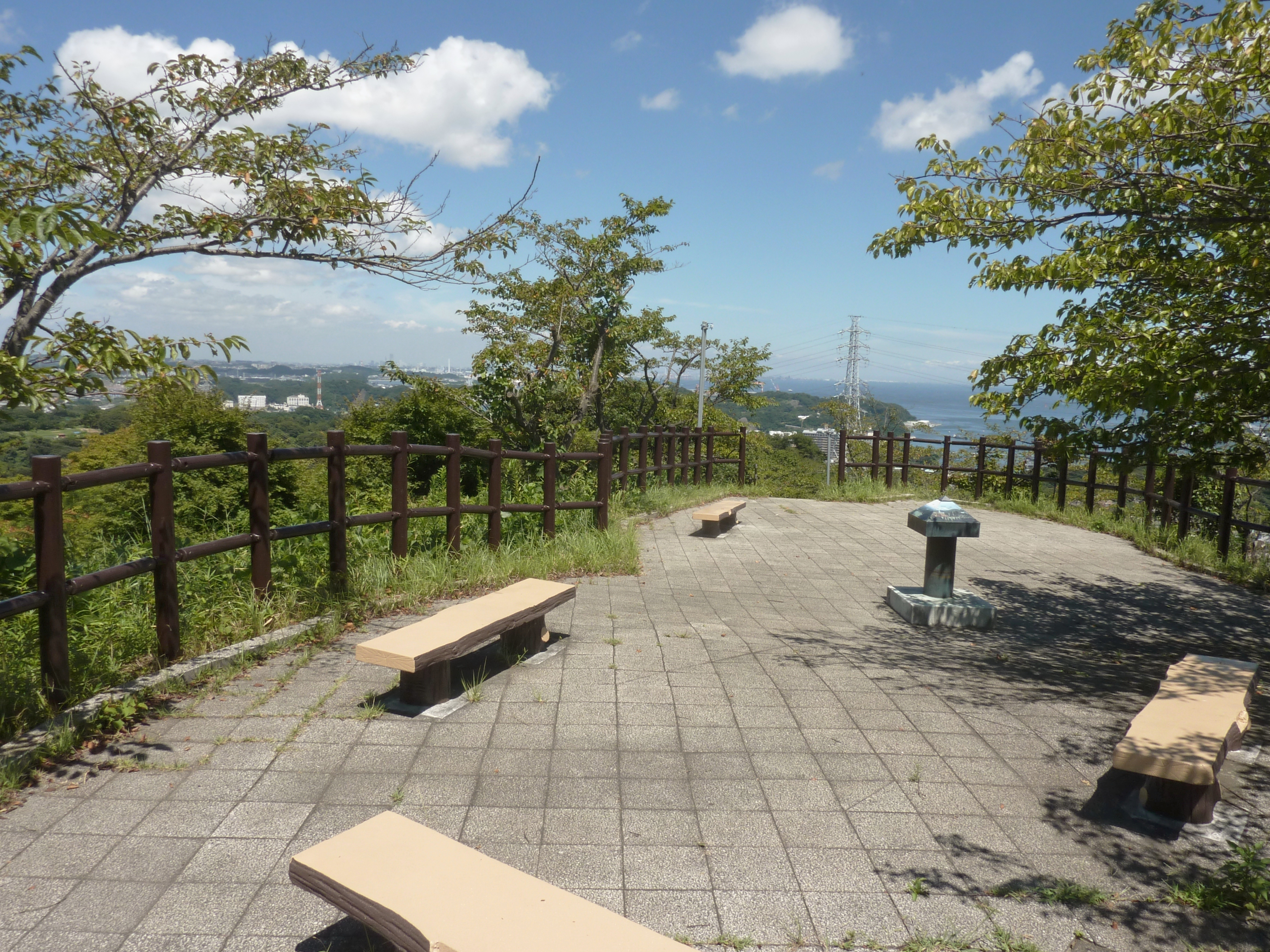
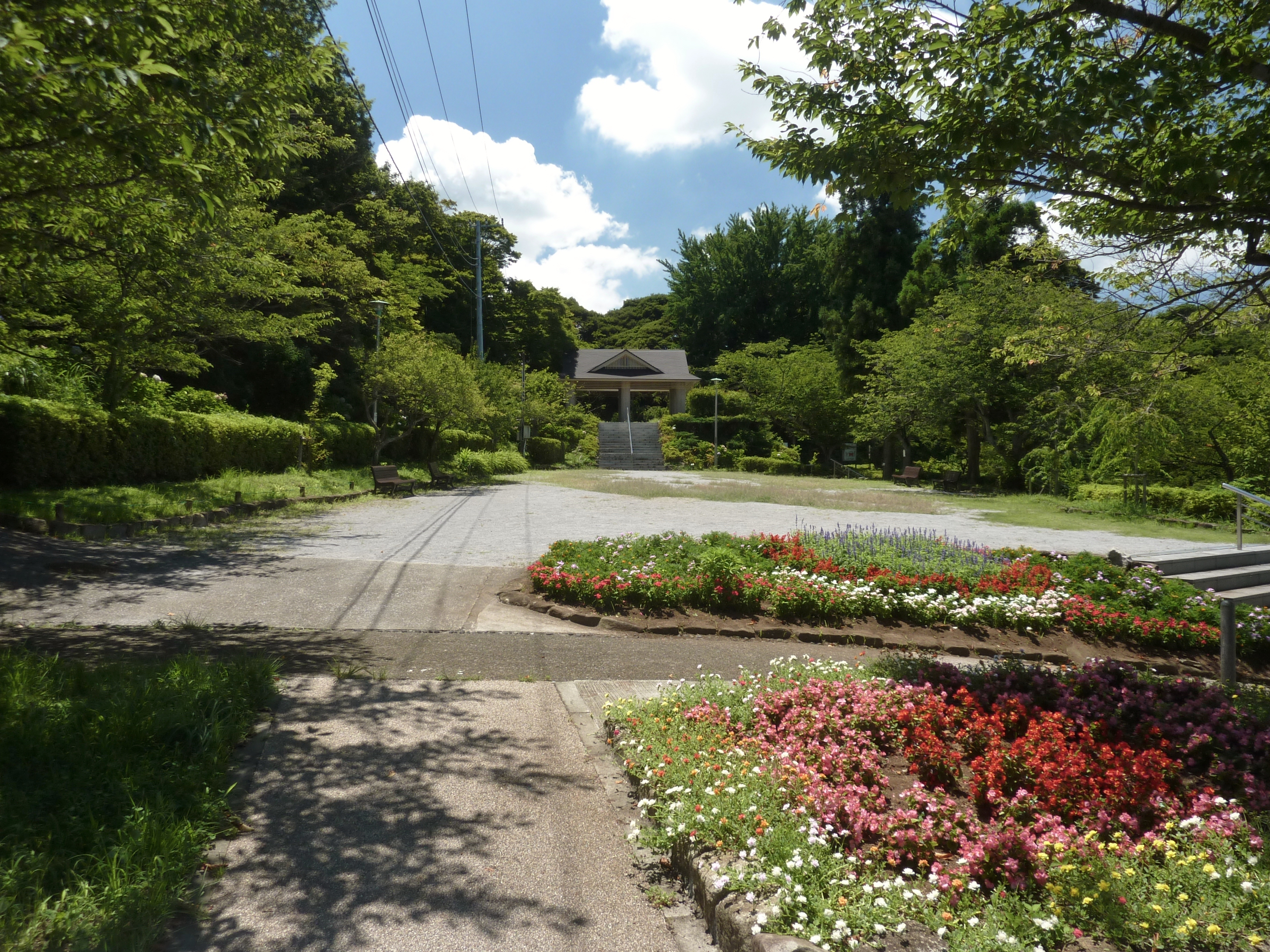
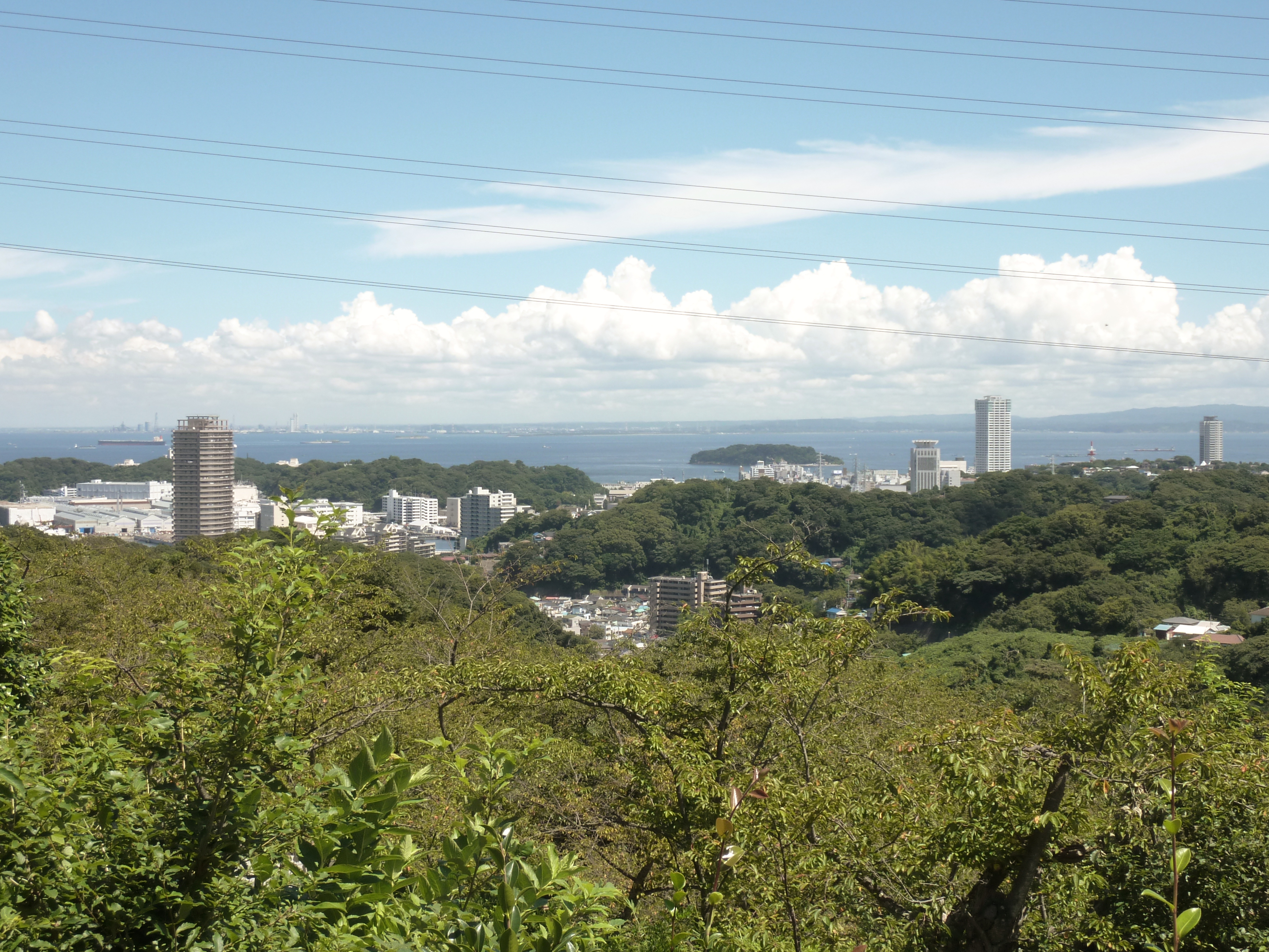